# Live Songs
Live songs es el primer álbum en vivo del cantautor canadiense Leonard Cohen, lanzado en 1973. Recoge diferentes grabaciones en directo, durante actuaciones fechadas en 1970 y 1972, además de la canción "Queen Victoria", que previamente había aparecido en uno de sus libros de poemas, y fue registrada en una habitación de Tennessee.
El álbum contiene además varios temas inéditos, entre los que cabe destacar "Please don't pass me by (a disgrace)", una pieza de 13 minutos donde el autor va improvisando versos desgarrados.
Los primeros versos de "Bird on the wire", registrada en un concierto en París, son recitados por el autor en francés.
Todos los temas son de Leonard Cohen, excepto "Passing Through" (R. Blakeslee).

## Listado de temas
1. "Minute Prologue" – 1:12 (Londres)
2. "Passing Through" – 4:05 (Londres)
3. "You Know Who I Am" – 5:22 (Bruselas)
4. "Bird on the Wire" – 4:27 (París)
5. "Nancy" – 3:48 (Londres)
6. "Improvisation" – 3:17 (París)
7. "Story of Isaac" – 3:56 (Berlín)
8. "Please Don't Pass Me By (A Disgrace)" – 13:00 (Londres)
9. "Tonight Will Be Fine" – 6:06 (Isla de Wight)
10. "Queen Victoria" – 3:28 (Tennessee)